# Громадський плав (заповідне урочище)
Громадськи́й плав — заповідне урочище в Україні. Розташоване в межах Хорольського району Полтавської області, на південний захід від села Березняки.
Площа 38 га. Статус присвоєно згідно з рішенням облради від 20.12.1993 року. Перебуває у віданні ДП «Лубенський лісгосп» (Хорольське л-во, кв. 32).
Статус присвоєно для збереження природного комплексу на лівобережній заплаві річки Сула. Переважають луки і заболочені ділянки колишніх стариць Сули, є кілька заплавних озер і розріджених перелісків (осока, вільха).